# داوود کیانیان
داوود کیانیان زادهٔ ۱۳۲۱ در تهران است. او نمایشنامه‌‌نویس، کارگردان، پژوهشگر تئاتر، مدرس تئاتر کودک و نوجوان و نمایش خلاق است.
سال ۱۳۵۰ کاردانی هنر در گرایش تئاتر از «انستیتو مربیان امور هنری» و سال ۱۳۷۶ مدرک معادل کارشناسی ارشد از وزارت فرهنگ و آموزش عالی دریافت کرد. دارای نشان درجه‌‌یک هنری، معادل دکترا، از وزارت فرهنگ و ارشاد اسلامی است که در سال ۱۳۸۷ به او اعطا شده است. 
همچنین در سال ۱۳۷۴ دوره‌‌ای با محوریت نمایش عروسکی در فرانسه آموزش دیده است.
بخش مهمی از فعالیت‌‌های او درزمینهٔ پژوهش است. موضوعاتی همانند: «تاریخچه تئاتر کودک و نوجوان»، «نمایش خلاق»، «نقش‌‌آفرینی کودکان در ادبیات نمایشی شفاهی» و «ادبیات نمایشی کودک و نوجوان»
همچنین از او بیش از سی مقاله در نشریات مختلف چاپ شده است.

## فعالیت‌ها
راه‌‌اندازی تئاتر حرفه‌‌ای برای کودکان و نوجوان مشهد، راه‌‌اندازی جشنوارهٔ تئاتر نوجوانان و جوانان در مشهد، راه‌‌اندازی جشنواره تئاتر زندان‌های کشور، مسئول انجمن نمایش مشهد، تأسیس بنیاد نمایش کودک، مسئول مرکز هنرهای نمایشی مشهد، مدیر مرکز تولید تئاتر کانون پرورش فکری کودکان و نوجوانان و مسئولیت مجمع بین‌‌المللی تئاتر کودک (اسیتژ)  بخش دیگری از فعالیت‌‌های ایشان است. عضویت در انجمن قلم ایران، انجمن نویسندگان کودک و نوجوان، شورای تئاتر مرکز تولید تئاتر کانون پرورش فکری کودکان و نوجوانان، شورای تئاتر تالار هنر مرکز هنرهای نمایشی و عضویت در دفتر تألیف و برنامه‌‌ریزی کتب درسی مقطع ابتدایی، ازجمله فعالیت‌‌های او به شمار می‌‌آید. 
او «گروه تئاتر پارت» را در سال ۱۳۴۶ تأسیس کرد. در سال پنجاه به‌منظور فعالیت‌‌های نمایشی در کودکستان‌‌ها و دبیرستان‌‌ها، «گروه کوچک» یا «گروه نمایشی شمارهٔ دو پارت» در دل گروه شمارهٔ یک شکل گرفت و به‌‌صورت حرفه‌‌ای پا به صحنه گذاشت. تألیف نمایشنامه برای کودکان و نوجوانان و انتشار آن‌‌ها و کنجکاوی در شیوه‌‌های اجرایی تا سال شصت ادامه داشت؛ یعنی تا زمانی که گروه به تعطیلی کشانده شد.

## نمایشنامه‌‌ها
داوود کیانیان بیش از هفتاد نمایشنامه نوشته است. 
«بچه‌‌ها و سگ‌‌ها»، 
«پسرای عموصحرا و دخترای ننه دریا»، 
«دادوبیداد»، 
«چگونه بیست ماهی میان ده نفر تقسیم می‌شود»، 
«صدبار اگر توبه شکستی بازآ»، 
«غیر از خدا هیچ‌‌کس نبود»، 
«شطرنج‌‌باز»، 
«مجموعه «تمنای باران»، 
«پرنده و فیل»، 
«چوب دو سر طلا»،
«عید خونین» 
و...

## کتاب‌های پژوهشی
۱. شیوه اجرا در تئاتر کودکان و نوجوانان ، صفحه؛  قلمرو ادبیات کودکان، انتشارات کتاب جوانه ، زمستان ۱۳۸۶ تهران،
۲. «تئاتر کودکان و نوجوانان »،چاپ اول؛ انتشارات تربیت ۱۳۷۰ تهران .چاپ دوم ۱۳۷۴، چاپ سوم ۱۳۸۵،
۳. «تئاتر کودکان و نمایش خلاق» ،مرکز آموزش از راه دور کانون پرورش فکری    کودکان ونوجوانان۱۳۷۸ تهران. 
۴. «نقش آفرینی کودکان در ادبیات نمایشی شفاهی »؛تاریخ ادبیات کودکان ایران،  انتشارات چیستا، ۱۳۸۸ تهران. 
۵.«نگاهی گذرا به تاریخچه تئاتر کودکان در ایران» ؛مقدمه کتاب بیست سال تئاتر کودک و نوجوان ،انتشارات کانون پرورش فکری کودکان ونوجوانان ۱۳۸۱ تهران.
۶. «حج نمایش ناب الهی »انتشارات کانون پرورش فکری کودکان و نوجوانان، ۱۳۸۲ تهران، 
۷. «کندو کاو در مسائل ادبیات نمایشی برای کودکان و نوجوانان »،کتاب ماه کودکان   ونوجوانان،تیرماه ۱۳۸۲،
۸. «نمایش کودک»(کتاب مربی برای اجرای نمایش خلاق و بازی های نمایشی با کودکان و نوجوانان در مراکز آموزشی)موسسه فرهنگی منادی تربیت ۱۳۸۳ تهران. 
۹. «فعالیت نمایش خلاق کودک در دوره پیش دبستان» با لاله مالمیر ، کتاب ؛ فعالیت‌های یاد دهی – یادگیری برنامه درسی برای دوره پیش دبستانی ،به کوشش نبی اله  صادقیان، اسداله شعبانی، انتشارات توکا ۱۳۸۵ تهران. 
۱۰. بررسی ادبیات نمایشی برای کودکان و نوجوانان ، صفحه ۸۸ کتاب ماه کودک و نوجوان ۱۳۴، آذر ماه ۱۳۸۷ تهران.
۱۱. دریچه ای به تئاتر کودک در ایران (مجموعه ۳۱ مقاله) ، انتشارات نمایش ، چاپ اول ۱۳۸۷ تهران. برگزیده کتاب سال جمهوری اسلامی. 
۱۲. «تئاتر مشارکتی برای کودکان و نوجوانان»(تئاتر آیینی نوین)، انتشارات نمایش، چاپ اول ۱۳۸۸ تهران. 
۱۳. تئاتر خلاق، انتشارات سوره مهر ۱۳۹۰ تهران. 
۱۴. حج؛ بزرگترین نمایش جهان، (یک تحقیق و پنج نمایشنامه)، انتشارات سوره مهر، تهران،  ۱۳۹۹ تهران، 
۱۵. مبانی نمایش خلاق، انتشارات جهاد دانشگاهی هنر ۱۴۰۰،
۱۶. جبار باغچه بان؛ بنیان گذار تئاتر کودک در ایران، انتشارات ایشیق، تبریز ۱۴۰۲.

## شیوهٔ نوین (فطری) اجرا
پژوهش‌‌ها و بررسی‌‌های داوود کیانیان، منتج به شیوه‌‌ای برای اجرای نمایش کودک شد که در ابتدا نام آن را شیوهٔ فطری اجرا گذاشت. سپس آن را شیوهٔ غریزی اجرا نامید و تا مدت‌‌ها آن را با عنوان شیوهٔ اجرا برای تئاتر کودکان و نوجوانان معرفی ‌‌می‌‌کرد. در آخرین بازنگری‌‌ها این شیوه را با عنوان شیوهٔ نوین اجرا  نام‌‌گذاری کرده است.
شیوه نوین اجرا برگرفته از سیستم بازی کودکانه است. بعضی از اصولِ این شیوه مورداستفادۀ بسیاری از نویسندگان و کارگردانان قرارگرفته است؛ اما شاید خودشان به این عمل اشراف نداشته‌‌اند و ناآگاهانه و فطری، از این شیوهٔ نمایشی برای نگارش متن و کارگردانی بهره می‌‌بردند.
داوود کیانیان با تجزیه‌‌وتحلیل بازی‌‌های نمایشی کودکان، به شیوه‌‌ای دست یافت که برای اجرای تئاتر کودکان مناسب بود.